# Coppa del Mondo di rugby femminile
La Coppa del Mondo di rugby femminile (in inglese Rugby World Cup) è la massima competizione per squadre nazionali di rugby a 15 femminile.
Istituita nel 1991 e organizzata dal 1998 da World Rugby, assegna a cadenza quadriennale il titolo di campione del mondo e nel 2025 ne è in programma la decima edizione.
La sua prima edizione si svolse in Galles nel 1991 su iniziativa di un comitato di governo del rugby femminile in Gran Bretagna; lo stesso comitato ne organizzò una seconda edizione nel 1994 in Scozia a seguito del diniego dell’International Rugby Football Union (oggi World Rugby) ad assumere la gestione, inizialmente ventilata, dell’evento.
Tali prime due edizioni furono a lungo considerate ufficiose.
Nel 1998 la federazione internazionale garantì l’ufficialità alla competizione e ne organizzò nei Paesi Bassi la prima edizione sotto la sua diretta egida; anni dopo, tuttavia, in un comunicato stampa del 2009 legittimò a posteriori anche le prime due edizioni definendole Coppa del Mondo (laddove in precedenza le aveva sempre definite Women’s Rugby World Tournament, Torneo mondiale di rugby femminile) e inserendole a pieno titolo nel palmarès del torneo.
Il 19 agosto 2019 World Rugby decretò l’eliminazione di ogni distinzione di genere dalle denominazioni delle proprie competizioni e, di conseguenza, il nome della Coppa del Mondo femminile è cambiato in Rugby World Cup esattamente come quella maschile.
Delle nove edizioni disputate, la nazionale femminile della Nuova Zelanda ne ha vinte sei; a seguire l’Inghilterra, due volte vincitrice del torneo e altre cinque volte finalista; l’unica altra squadra ad avere vinto la Coppa è quella degli Stati Uniti che si aggiudicò la prima edizione di torneo.
Complessivamente solo quattro squadre hanno raggiunto la finale: le tre citate più il Canada, finalista sconfitta nel 2014.
L’edizione più recente della Coppa del Mondo è quella nominalmente indicata come 2021, ma tenutasi in Nuova Zelanda nel 2022 a causa del rinvio imposto dalla pandemia di COVID-19; la squadra di casa si è aggiudicata il suo sesto titolo mondiale battendo in finale l'Inghilterra.

## Storia

### Le origini
Alla fine degli anni ottanta il rugby internazionale femminile aveva una storia breve alle sue spalle, perché il primo test match assoluto risale al 1982 (tra Paesi Bassi e Francia); a seguire avevano esordito Svezia (1984), Italia (1985), Belgio e Gran Bretagna (1986), Canada, Galles e Inghilterra (1987).
Benché arrivate dopo altre squadre del continente, le dirigenti del rugby femminile britannico ebbero l’intuizione che il miglior veicolo di promozione della disciplina sarebbe stata una grande manifestazione mondiale.
La spinta definitiva provenne dal successo del World Rugby Festival for Women o RugbyFest, una kermesse organizzata a Christchurch nell’agosto 1990 dalle rugbiste neozelandesi che vide invitate a confrontarsi con le Black Ferns le nazionali di Paesi Bassi, Stati Uniti e Unione Sovietica in un torneo quadrangolare.
A farsi promotrici della istituenda competizione furono quattro dirigenti della Women’s Rugby Football Union, federazione che all’epoca gestiva la nazionale della Gran Bretagna e più in generale governava su tutto il rugby femminile britannico: Deborah Griffin, fondatrice e presidente, Sue Dorrington, Alice Cooper e Mary Forsyth.
Ciascuna di esse, in base alle proprie capacità e interessi professionali, curò i vari aspetti organizzativi e finanziari quali per esempio tenere i contatti con le federazioni che schieravano squadre femminili, ricercare gli sponsor, trovare sistemazioni a buon mercato per le atlete; in tutto questo sforzo le organizzatrici non trovarono alcun sostegno né dalla Rugby Football Union (quantomeno ufficialmente) né dall’International Rugby Football Board; ciononostante alcuni club gallesi offrirono ospitalità e campi e il torneo fu messo in programma per la primavera del 1991.

### L’esordio della competizione
La durata della neonata Coppa del Mondo, per risparmiare sui costi di soggiorno e sussistenza, fu fissata in nove giorni, tra il 6 e il 14 aprile compresi.
Diverse città gallesi ospitarono il torneo, del quale una testata autorevole come il Times di Londra diede notizia, non mancando di sottolineare che, sebbene la federazione non fosse ufficialmente coinvolta, un giocatore della nazionale inglese maschile, Brian Moore, si era prestato per la circostanza a fornire consulenza tecnica e curare le rifiniture nelle sessioni d’allenamento alle sue connazionali.
In Italia il rugby femminile era da pochissimo entrato sotto la giurisdizione della F.I.R.: il 19 gennaio 1991, infatti, la Federazione aveva preso in carico la disciplina, gestita nel decennio precedente dall’UISP e, benché pochissimi fossero a conoscenza di attività rugbistica femminile nel Paese, alla vigilia del torneo il noto giornalista televisivo Paolo Rosi, in gioventù giocatore internazionale nel ruolo di tre quarti centro, sulla Stampa di Torino esortò a coltivare il giovane movimento e garantirgli «pieno diritto di cittadinanza».
La prima partita di sempre della storia del torneo mondiale è Inghilterra — Spagna, che si tenne a Swansea e vide una netta vittoria delle britanniche per 12-0.
Più in generale, le squadre supposte favorite (la stessa Inghilterra, gli Stati Uniti, la Francia e la Nuova Zelanda) rispettarono i pronostici e vinsero tutti i loro incontri nella fase a gironi.
Il torneo fu ricordato anche per alcuni episodi legati alla sua natura pionieristica e, fondamentalmente, artigianale, nonostante lo sforzo organizzativo profuso nel superare ostacoli di natura logistica e soprattutto far parzialmente fronte a quelli di natura finanziaria: la nazionale dell’Unione Sovietica, unica formazione rugbistica di tale Paese ad avere preso parte a una rassegna mondiale dopo il declino dell’offerta di quella maschile nel 1987 per ragioni politiche, giunse in Gran Bretagna a soli due giorni dall’inizio del torneo e si presentò con fondi scarsissimi: la federazione aveva infatti garantito solo il pagamento del viaggio; le atlete sovietiche si autosostentarono con la vendita per le vie di Cardiff dei souvenir russi nonché della vodka e del caviale passato di contrabbando all’aeroporto di Heathrow.
Scoperte le loro difficoltà, le altre atlete tentarono di provvedere in parte alla sussistenza delle colleghe sovietiche, che ricevettero vitto anche da un’industria dolciaria e un ristoratore gallese, mentre un anonimo donatore contribuì con 1 200 sterline; persino la madre di una delle giocatrici gallesi al torneo aiutò con ulteriori 100 sterline.
Per quanto riguarda l’aspetto sportivo, in semifinale gli Stati Uniti batterono la Nuova Zelanda 7-0, mentre l’Inghilterra non ebbe problemi contro la Francia; la finale si tenne all’Arms Park di Cardiff tra inglesi e statunitensi, che prevalsero per 19-6 e portarono la Coppa in Nordamerica.
La manifestazione fu considerata un successo dal punto di vista sportivo e pubblicitario (3 000 spettatori circa assistettero alla finale di Cardiff), ma non da quello economico, perché il passivo fu di circa 30 000 sterline, comprensivo delle spese straordinarie per sostenere la squadra sovietica.
Deborah Griffin si rivolse a Dudley Wood, l’allora segretario della Rugby Football Union, usando come punto di forza per ottenerne la collaborazione la diligenza impiegata nell’avere contenuto i costi del torneo.
Wood convinse un fornitore noto alla RFU a non fatturare il credito vantato, che costituiva la voce di passivo maggiore per le organizzatrici, e ripagò a nome della federazione gli altri debiti.

### La seconda edizione in Scozia
Il buon riscontro di pubblico del torneo inaugurale alimentò nelle dirigenti del comitato organizzatore la speranza che l’IRFB assumesse la diretta gestione di una seconda edizione, finalmente ufficiale.
Vi erano stati, in effetti, contatti tra la federazione internazionale e quella olandese per un possibile patrocinio di una manifestazione mondiale da ospitare nei Paesi Bassi, basata su 16 squadre come la versione maschile; tuttavia a ottobre 1992 l’IRFB comunicò il diniego a tenere un torneo sotto la sua egida e gli olandesi si ritirarono sia dall’organizzazione che dalla partecipazione insieme ad altre squadre che avevano figurato nella coppa precedente, tra le quali Spagna e Italia; alle giocatrici neozelandesi fu proibito dalla loro federazione di prender parte al torneo, benché nel 1991 avessero ignorato tale imposizione sia pure al costo di lasciare in patria le loro migliori compagne di squadra.
Nel frattempo, in Gran Bretagna, era sorto l’organismo di gestione del rugby femminile scozzese: fu proprio la neonata Scottish Women’s Rugby Union a farsi avanti per ospitare una seconda edizione della competizione avvalendosi della collaborazione organizzativa della Women’s Rugby Football Union e della cooperazione di sette club di sei città.
A guidare il tutto fu una giocatrice e dirigente scozzese, Sue Brodie.
A causa delle defezioni le squadre rimaste erano 11, e per arrivare almeno a 12 si decise quindi di invitare una formazione giovanile locale cui fu dato il nome di Scottish Students.
Grazie all’iniziativa del marito di una delle giocatrici della squadra di casa, bancario di professione a Edimburgo e tesoriere del comitato organizzatore per l’occasione, fu possibile trovare accordi di sponsorizzazione e perfino un finanziamento di 2 500 sterline per la nazionale di casa erogato dal consiglio scozzese per lo Sport.
Il torneo, di per sé, rispettò sostanzialmente i pronostici, che vedevano in Inghilterra e Stati Uniti, le due finaliste della prima edizione, le maggiori favorite.
Tali due squadre vinsero i loro gironi e furono raggiunte in semifinale da Francia e Galles.
Come tre anni prima le inglesi batterono le francesi mentre le americane ebbero la meglio di un ancora giovane e inesperto Galles.
La finale tra Inghilterra e Stati Uniti, diretta da Jim Fleming, all’epoca già arbitro in due edizioni della Coppa maschile, si tenne in un gremito Raeburn Place a Edimburgo: circa 7 000 spettatori assistettero alla vittoria per 38 a 23 delle britanniche, che così vendicarono la sconfitta della prima edizione.
Benché i costi a giocatrice su un torneo che durò 14 giorni, dall’11 al 24 aprile 1994, furono di circa 800-1 000 sterline, l’organizzazione riuscì a conseguire un buon risultato economico, calibrando i prezzi su una media di 50 spettatori a gara.
Questo significò che i circa 4 000 spettatori che a Edimburgo assistettero all’incontro della fase a gironi tra Scozia e Inghilterra garantirono la riuscita economica del torneo, ulteriormente rafforzata dalle citate 7 000 presenze in finale.
La squadra scozzese poté restituire anzitempo il prestito di 2 500 sterline e la generale buona riuscita dell’organizzazione convinse l’allora segretario dell’International Rugby Football Board Keith Rowlands, presente sugli spalti alla gara di finale, a prendere in considerazione l’organizzazione in prima persona della successiva Coppa del Mondo, cosa che avvenne quattro anni più tardi sollevando i comitati e le federazioni locali dalla presa in carico di qualsiasi costo di gestione del torneo.
Nel frattempo, la Women’s Rugby Football Union, seminale nella storia della competizione, cessò di esistere come organismo di gestione del rugby femminile in Gran Bretagna e, con il cambio di nome in Rugby Football Union for Women (RFUW) divenne la federazione inglese di rugby a 15 femminile fino al suo inglobamento nella RFU nel 2010; Galles e Irlanda seguirono e crearono le proprie federazioni.

### L’avallo dell’International Rugby Board

Il logo della competizione tra il 1998 e il 2014

Il 1º maggio 1998 si inaugurò ad Amsterdam, nei Paesi Bassi, quella che per il decennio a seguire fu considerata come la prima edizione assoluta della Coppa del Mondo, sotto la diretta gestione della — nel frattempo così rinominata — International Rugby Board.
A posteriori nota come la terza dopo l’ufficializzazione del palmarès delle prime due edizioni avvenuta nel 2009, fu la più lunga edizione fino ad allora organizzata, con una durata di 16 giorni, e si tenne tra 16 squadre visto il ritorno di compagini quali per esempio Italia, Spagna e Nuova Zelanda che avevano defezionato nel 1994.
La presenza dell’IRB, che garantì la copertura delle spese di organizzazione, attirò anche finanziamenti e sponsorizzazioni: la squadra inglese, per esempio, usufruì di un contributo di 146 000 sterline provenienti dalla quota di fondo delle lotterie di Stato destinato agli aiuti allo sport e portò sulle maglie dietro compenso il marchio della compagnia di assicurazioni Swiss Life; le irlandesi godettero di un contributo federale di 20 000 sterline e più in generale i costi individuali si ridussero anche per quelle giocatrici costrette a prendere permessi non retribuiti dal datore di lavoro.
Sotto l’aspetto sportivo il torneo fornì alcune indicazioni tecniche che caratterizzarono gli anni a venire.
Da un lato segnarono il passaggio del ruolo di leader del rugby extraeuropeo dagli Stati Uniti — alla sua ultima finale e, al 2018, al suo più recente arrivo nelle prime tre del torneo — alla Nuova Zelanda, che si avviava a dominare la competizione per tutto il decennio a seguire, e dall’altro della conferma dell’Inghilterra come avversaria principale delle Black Ferns: in effetti, dall’edizione successiva, le britanniche in divisa bianca non mancarono più una presenza in finale.
Nell’edizione 1998 inglesi e neozelandesi si incontrarono tuttavia in semifinale, e furono le oceaniane a prevalere per 44-11 e successivamente a battere in finale gli Stati Uniti: fu il primo di quattro titoli consecutivi delle rugbiste in maglia nera.
A raccogliere il testimone del rugby nordamericano fu invece il Canada, che disputò la prima di tre semifinali consecutive e fu l’unica altra rappresentante del continente a giungere in finale sedici anni più tardi.
Il torneo del 2002 si tenne lungo 13 giorni, dal 13 al 25 maggio, sostanzialmente in Catalogna: l’unica città della Spagna fuori da tale provincia a ospitare gare fu Saragozza.
Fu la prima edizione in cui, ferma restando la natura ancora essenzialmente a inviti della manifestazione, ci si affidò a uno spareggio preliminare tra Hong Kong e Giappone (vinto da quest’ultimo) per stabilire la squadra asiatica da ammettere al torneo insieme al Kazakistan; fatta salva tale new entry e Samoa, le altre 14 squadre furono le stesse di quattro anni prima.
La Coppa del Mondo del 1998 aveva sortito positivi effetti dal punto di vista dell’adesione femminile alla disciplina: la Nuova Zelanda dichiarava un incremento del 30% di nuove praticanti solo nel 2001, l’Inghilterra 400 nuovi club nati nel periodo tra le due Coppe, il Canada un record di 20 000 praticanti; anche Irlanda e Spagna dichiaravano significativi incrementi di società e nuove praticanti.
L’Inghilterra si era proposta come sfidante delle campionesse uscenti neozelandesi già da quando, pochi mesi prima della competizione, le aveva battute in un test match per la prima volta, per giunta infliggendo loro la prima sconfitta in dieci anni.
In effetti le due contendenti giunsero in semifinale accompagnate dal Canada e dalla Francia, unica variante rispetto alla final four di quattro anni prima: le transalpine persero 0-30 contro le Black Ferns, mentre le inglesi regolarono per 53-10 le nordamericane.
Nella finale di Barcellona la Nuova Zelanda mise a segno due sole mete, sufficienti tuttavia ad avere la meglio sulle inglesi e vincere 19-9 confermandosi campione.
Il 2006 vide la prima edizione nordamericana e, più in generale, extraeuropea, della competizione, insieme allo spostamento stagionale dalla primavera alla tarda estate: fu infatti organizzata a Edmonton, in Canada, su 18 giorni dal 31 agosto al 17 settembre e vide la finale disputata in un impianto di 60000 posti, lo Stadio del Commonwealth.
Anche per tale edizione di torneo l’International Rugby Board procedette alla selezione per inviti: l’unico criterio di merito sul campo fu un quadrangolare a eliminazione diretta tenutosi a dicembre 2005 tra Giappone, Thailandia, Hong Kong e Kazakistan (alla fine risultato vincitore) per stabilire la squadra asiatica da chiamare a disputare la Coppa del Mondo; per le altre squadre l’IRB si basò sui risultati del quadriennio precedente e delle posizioni alla Coppa del 2002; questo comportò che Paesi come l’Italia, che non partecipava all’epoca a tornei di vertice ricorrenti come il Sei Nazioni, o il Galles, che in tale torneo, e negli altri test match, ebbe risultati scarsi, rimasero fuori dagli inviti.
La final four fu la stessa del 2002, e anche gli accoppiamenti (oltre che l’esito): l’Inghilterra superò per 20-14 le canadesi, punteggio che testimoniò i progressi della squadra nordamericana, mentre la Nuova Zelanda batté la Francia 40-10 nell’altra semifinale.
A Edmonton si ripropose la ripetizione della finale già disputata a Barcellona, e ancora le Black Ferns ebbero la meglio, anche se l’Inghilterra, pur indietro nel punteggio, riuscì a controbattere e a portarsi nei minuti finali sotto di tre punti 17-20: solo una meta neozelandese nel finale diede alla squadra la certezza del titolo e il 25-17 finale.

### Il consolidamento e l’adozione delle qualificazioni
L’edizione 2010 della Coppa del Mondo costituì un salto di qualità nell’organizzazione del rugby femminile internazionale: per la prima volta furono istituiti criteri di qualificazione basati su graduatorie ottenute sul campo e su tornei appositamente destinati a designare le squadre partecipanti; inoltre diverse federazioni iniziarono a concorrere per ospitare il torneo, ormai giunto a maturità.
Diverse furono le candidature per ospitare la sesta Coppa del Mondo, tra le quali le più solide quelle di Sudafrica e Germania, anche se pure quella del Kazakistan fu presa in considerazione; tuttavia, il 23 dicembre 2008, il comitato esecutivo dell’International Rugby Board accolse la candidatura inglese, che propose lo stadio londinese Twickenham Stoop (sede degli Harlequins) per gli incontri di semifinale e finale.
Le qualificazioni, che dovevano portare al torneo quattro squadre dall’Europa e una ciascuna da Asia e Oceania, inaugurarono l’usanza di adottare tornei regionali preesistenti, come il Sei Nazioni, il campionato europeo, quello asiatico e, a seguire nelle edizioni successive anche quello oceaniano, per selezionare le squadre dalle varie zone del mondo che avrebbero affiancato quelle che di volta in volta, in base ai piazzamenti nell’edizione immediatamente precedente della Coppa, avrebbero guadagnato la qualificazione di diritto.
Per quanto riguarda il 2010, le prime tre classificate del 2006, Nuova Zelanda, Inghilterra e Francia, più tre concorrenti uniche per i loro continenti, Canada, Stati Uniti e Sudafrica, furono ammesse di diritto, e le altre sei squadre uscirono dalle qualificazioni, nell’ordine Galles, Irlanda, Scozia, Svezia, Australia e Kazakistan.

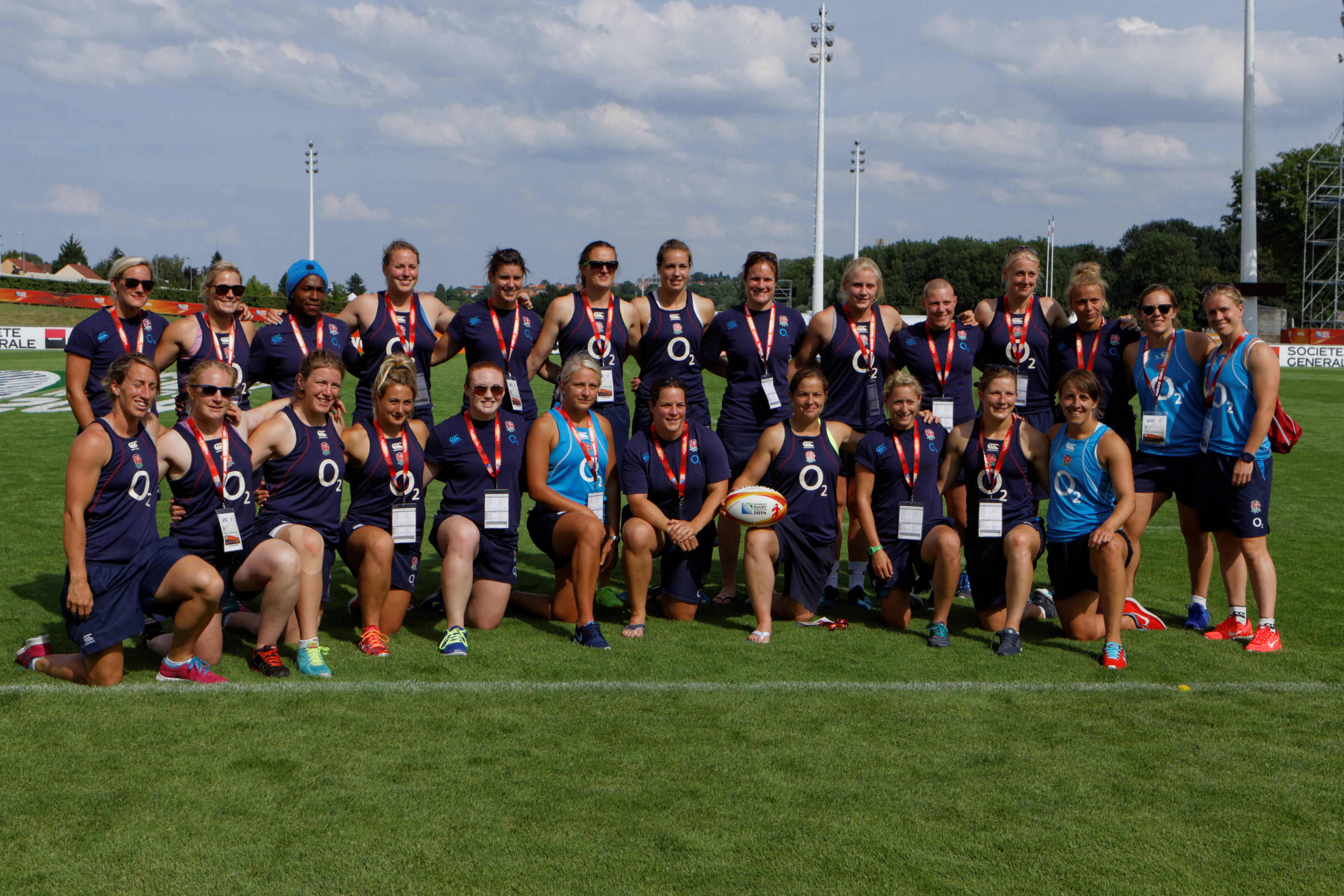
Foto di gruppo dell’ campione del mondo 2014 in Francia

Invece, nel torneo vero e proprio, che si tenne tra il 20 agosto e il 5 settembre 2010, la novità fu l’Australia che per la prima volta giunse in semifinale togliendo il posto proprio al Canada; le Wallaroos persero contro le inglesi mentre invece per la terza volta consecutiva la Nuova Zelanda batté la Francia relegandola alla finale per il terzo posto.
Nella finale le Black Ferns vinsero il loro quarto titolo consecutivo battendo le inglesi per 13 a 10: per tutto il primo decennio il titolo era stato, di fatto, una questione privata tra le due grandi rivali dei due emisferi.
Con tre anni d’anticipo sull’inizio della manifestazione del 2014, il nome del Paese organizzatore della settima Coppa del Mondo fu annunciato dall’IRB il 30 giugno 2011: fu la Francia, unica candidata di rilievo, a vedersi assegnata la fase finale del torneo le cui modalità di qualificazione, annunciate a inizio 2012, durarono fino a settembre 2013 e inclusero per la prima volta la zona africana, per la quale fu utilizzata l’edizione 2013 della Elgon Cup femminile come preliminare per determinare la sfidante del Sudafrica per la conquista dello slot continentale.
La sorpresa del torneo fu la sconfitta delle campionesse uscenti della Nuova Zelanda a opera dell’Irlanda nella fase a gironi; tale risultato, unito al pareggio tra Inghilterra e Canada, fece sì che le Black Ferns venissero estromesse dalla final four proprio dalle nordamericane e fossero impossibilitate a difendere il proprio titolo.
Questo lasciò l’Inghilterra come la più credibile aspirante alla vittoria finale.
L’Irlanda, alla sua prima semifinale di sempre, fu nettamente sconfitta dall’Inghilterra, mentre invece il Canada batté a sorpresa le padrone di casa francesi per 18-16 relegandole per l’ennesima volta (la quarta consecutiva e la sesta assoluta) alla finale per il terzo posto.
Nella finale di Parigi le britanniche fecero pesare la loro maggiore esperienza e dopo avere chiuso il primo tempo 11-0 gestirono il risultato nel secondo concedendo solo tre calci piazzati al Canada e chiudendo alfine con una seconda meta nei minuti finali che portò il risultato a 21-9 e significò il secondo titolo mondiale a vent’anni dal primo conquistato contro l’altra rappresentante del Nordamerica, gli Stati Uniti.
Tale edizione del torneo assegnò anche il premio di miglior giocatrice dell’anno, che fu conferito durante la cerimonia di premiazione finale alla canadese Magali Harvey, autrice di una spettacolare meta contro la Francia che aveva contribuito a far guadagnare alla squadra il diritto a disputare la finale.

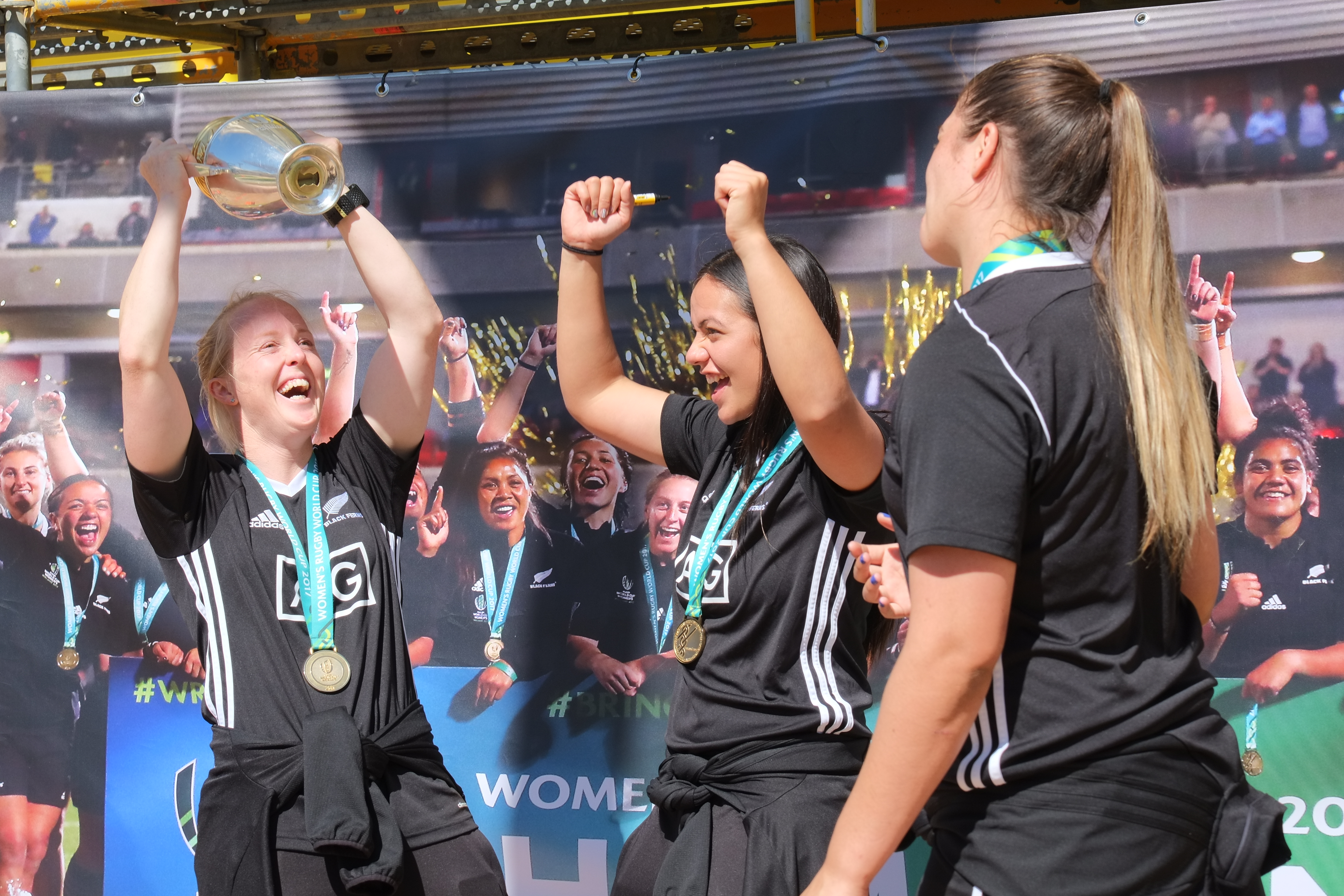
Le rugbiste neozelandesi festeggiano la vittoria della Coppa del Mondo 2017

Due mesi dopo la fine del torneo l’International Rugby Board cambiò nome in World Rugby; in un quadro di generale riorganizzazione dell’attività sportiva e dei calendari, la Coppa femminile fu spostata negli anni dispari post-olimpici e sfalsata di due anni rispetto a quella maschile, mentre gli anni pari non olimpici furono destinati alle competizioni di rugby a 7.
Per effetto di tale ristrutturazione, l’ottava edizione fu anticipata al 2017 e da tale data riprese la cadenza quadriennale.

Il logo della competizione dal 2014 al 2019

Il nome della federazione organizzatrice fu reso noto a maggio 2015: la scelta cadde sull’Irlanda mentre le qualificazioni erano già iniziate da tre mesi.
Già in fase di qualificazione il torneo vide la defezione del Sudafrica, che lasciò di conseguenza il continente senza rappresentanti; quindi, con sette squadre automaticamente qualificate, l’Europa espresse altre tre squadre, mentre Asia e Oceania due complessivamente su tre candidate (la federazione del Kazakistan aveva ritirato tutte le selezioni a XV per destinare i fondi all’avventura olimpica nel VII).
Ai nastri di partenza della competizione si presentò un’esordiente assoluta, Hong Kong, e due ritorni dopo 15 anni d’assenza, l’Italia (addirittura prima europea avendo vinto la propria zona di qualificazione contro Scozia e Galles) e il Giappone: entrambe mancavano dalla Coppa dal 2002.
Un altro ritorno, questa volta concretizzatosi durante il torneo, fu quello degli Stati Uniti nei primi 4, posizione da cui mancavano da 19 anni: le altre tre squadre furono, come da pronostico, l’Inghilterra campione uscente, la Nuova Zelanda e la Francia, alla sua quinta semifinale consecutiva.
L’ultimo atto, al Ravenhill di Belfast, vide per la quarta volta di fronte inglesi e neozelandesi.
Nonostante l’ennesima sconfitta delle britanniche, che persero 32 a 41, la finale fu giudicata tra le più spettacolari della storia della competizione: le due squadre marcarono in totale 11 mete (7 delle quali le vincitrici), ovvero una in più di quelle che avevano realizzato nelle tre precedenti finali che le avevano viste entrambe contrapposte.
L’edizione 2017 fu anche quella più partecipata dal punto di vista sia del pubblico sugli spalti (17 115 paganti alla finale e più di 45 000 in tutta la competizione) che dagli schermi televisivi, con cifre di assoluto rilievo superiori ai tre milioni di spettatori per le semifinali e ai due milioni e mezzo per la finale.
Il 1º giugno 2018 World Rugby sollecitò l’invio delle candidature, da presentarsi entro il 10 agosto successivo, a ospitare la Coppa del 2021; a rispondere all'invito furono le federazioni di Australia, Francia, Galles, Inghilterra, Nuova Zelanda e Portogallo.
Il 14 novembre 2018 a Dublino il comitato esecutivo di World Rugby conferì alla Nuova Zelanda l’organizzazione del torneo.
Tale assegnazione rende il Paese oceaniano il quarto ad avere ospitato sia la Coppa del Mondo maschile che quella femminile (dopo il Galles che organizzò la Coppa maschile nel 1999, l’Inghilterra nel 1991 e nel 2015, e la Francia nel 2007).

## Formato
Il formato della competizione, dall’edizione 2021 in avanti, è quello annunciato il 10 maggio 2018 da World Rugby:
- al torneo sono ammesse 12 squadre nazionali;
- alla fine della fase a gironi si disputano i quarti di finali riservati alle 8 migliori squadre;
- le squadre eliminate al primo turno abbandonano il torneo; lo stesso dicasi per quelle eliminate ai quarti di finale. Non si disputano play-off per i posti dal quinto a scendere;
- la durata del torneo è aumentata a 35 giorni per permettere i recuperi fisici; in particolare, nella fase a gironi l’intervallo tra le partite è di almeno 4 giorni, e nelle fasi a play-off almeno 6[62];
- il numero massimo di giocatrici per ogni squadra è elevato a 30;
- tutti i punteggi della fase a gironi sono calcolati con il sistema dell’Emisfero Sud (4 punti a vittoria, 2 a pareggio, 0 a sconfitta più il bonus sconfitta di un punto per scarti in gara inferiori o uguali a 7 punti, e altro eventuale bonus di un punto per la squadra che realizzi 4 o più mete in un incontro).

### Precedenti formati
Il formato di competizione adottato tra il 2006 e il 2017 prevedeva la ripartizione delle 12 squadre in gironi all’italiana; al termine della fase a gironi ognuna di tali squadre otteneva un seeding determinato dalla posizione in classifica nel proprio girone (le tre prime classificate e la migliore delle seconde nel seeding 1-4, le ultime tre e la peggior penultima nel seeding 9-12 e le altre nel seeding 5-8) e a seconda di tale posizione accedeva ai relativi play-off; a competere per il titolo mondiale erano le squadre classificate nei primi quattro posti del seeding.
Più in particolare, le edizioni 2006 e 2010 consistettero di 4 gironi di 3 squadre ciascuna e fu stabilito che, a gruppi di due gironi, le squadre di uno di essi giocasse contro tutti quelli dell’altro; quelle 2014 e 2017 invece consistettero di 3 gironi di 4 squadre.
In entrambe le configurazioni, ciascuna squadra disputava 3 incontri nella fase a gironi.
Per quanto riguarda altresì le prime edizioni ufficialmente organizzate dall’International Rugby Board del 1998 e 2002, le squadre partecipanti furono 16 ripartite in quattro gironi, e ogni squadra disputò due partite nel girone: la prima per sorteggio, la seconda in base ai risultati della prima partita (le squadre vincitrici si incontrarono nel turno successivo, così quelle sconfitte).
Il seeding per i play-off fu determinato secondo l’ordine d’arrivo nel girone: i primi quattro posti furono contesi da tutte le vincitrici di girone, i posti dal quinto all’ottavo dalle seconde arrivate, e così via fino agli ultimi quattro posti.
Fatta salva per la prima del 1991, in cui non furono disputate né la finale per il terzo posto né quelle per tutti i posti dopo il quinto, tutte le edizioni fino al 2017 ebbero in programma le finali per l’assegnazione dei posti di ordine dispari dal primo all’undicesimo (per le edizioni a 12 squadre) o al quindicesimo (per quelle a 16 squadre).

## Il trofeo
Il trofeo è una coppa di color argento che fu messo in palio per la prima volta nell’edizione 1998, quando l’International Rugby Board assunse la gestione diretta della manifestazione.
La versione attuale della coppa reca serigrafato in maiuscolo RUGBY WORLD CUP WOMEN’S sotto il pittogramma di World Rugby.
La coppa è fissata a un piedistallo cilindrico nero sulla cui circonferenza è applicata una targa metallica che riporta incisi i nomi della nazionale vincitrice di ogni edizione.
La manutenzione della coppa è affidata alla casa di artigiani londinesi Thomas Lyte, specializzata in produzione di trofei, tra i quali per esempio quello del Sei Nazioni femminile o, nel calcio, la Coppa d’Inghilterra femminile.

## Statistiche
La nazionale che vanta il maggior numero di vittorie è la Nuova Zelanda, vincitrice al 2017 di cinque edizioni di torneo su sette cui prese parte, e su otto totali tenutesi; tra il 1998 e il 2010, ovvero le prime quattro edizioni direttamente organizzate dall’International Rugby Board, le Black Ferns furono le uniche a fregiarsi del titolo di campionesse.
L’Inghilterra vanta invece due edizioni vinte, nel 1994 e nel 2014, quando interruppe l’egemonia della Nuova Zelanda, tornata altresì al successo nel 2017.
Gli Stati Uniti vinsero la competizione d’esordio e, dopo le due finali nelle edizioni 1994 e 1998, non si affacciarono più tra le prime quattro fino al 2017.
Per quanto riguarda invece i piazzamenti, l’Inghilterra è l'unica squadra, tra quelle che hanno preso parte a tutte le otto edizioni disputate, ad avere sempre raggiunto almeno la semifinale: il peggior piazzamento delle inglesi è infatti il terzo posto del 1998 laddove le altre sette edizioni si sono risolte in altrettante finali con due vittorie e cinque secondi posti.
La Francia, invece, vanta il maggior numero di terzi posti, 6, essendo giunta sette volte su otto partecipazioni alla semifinale, ma perdendola sempre e in un’occasione perdendo anche la finale per il terzo posto.
Oltre alle citate Inghilterra, Francia e Stati Uniti, l’unica altra squadra a essere sempre presente alla competizione è il Canada, con una finale e altre tre semifinali.
Riassumendo, solo quattro squadre hanno raggiunto la finale, Inghilterra, Nuova Zelanda, Stati Uniti e Canada, e solo otto (le quattro citate più Australia, Francia, Galles e Irlanda) la semifinale.
Per effetto delle vittorie ravvicinate della Nuova Zelanda (quattro consecutive in 12 anni), la competizione vanta numerose plurivincitrici, tutte appartenenti alle Black Ferns.
33 sono, infatti, le rugbiste neozelandesi ad avere vinto più di un’edizione del torneo, 22 delle quali ne hanno vinte due, 8 ne hanno vinte tre e 3 ne hanno vinte addirittura quattro: si tratta di Monalisa Codling e Anna Richards, campionesse consecutivamente dal 1998 al 2010, e di Fiao’o Fa’amausili, che con le citate compagne vanta in comune le tre vittorie dal 2002 al 2010 e successivamente una quarta nel 2017, a 15 anni di distanza dalla prima.

## Copertura televisiva
La prima copertura mediatica, sia pur parziale, si ebbe nel corso dell’edizione 2006 a Edmonton, quando alcune partite della competizione furono trasmesse da 10 emittenti in 75 territori; la scarsa presenza in televisione era vista come un fattore limitante della diffusione della disciplina e nel 2010, per coprire l’evento che si svolgeva in Inghilterra, la britannica Sky trasmise 13 incontri, tra cui tutti quelli della squadra di casa nella fase ai gironi e le due semifinali, la finale per il terzo posto e quella per il titolo; più in generale l'audience dell’evento fu allargata a 127 territori e l’International Rugby Board produsse in proprio e trasmise via streaming web 13 incontri.
L’edizione 2014 vide un aumento della copertura e, in certi casi, anche degli indici d’ascolto, talora insperati persino dagli stessi programmisti: su France 4, canale di France Télévisions che aveva l’esclusiva nel Paese per il torneo, gli incontri della Francia nella fase a gironi videro un crescendo da 1 031 000 spettatori contro il Galles a 1 473 000 contro il Sudafrica e infine 1 827 000 contro l’Australia; anche l’Irlanda coprì l’evento con TG4 anche se solo per 7 incontri (le tre partite della propria nazionale più la final four).
Per la Coppa del 2017 in Irlanda si mosse, a livello interno, l’emittente di Stato RTÉ con copertura completa di tutti gli incontri.
Nel resto del Regno Unito gli incontri furono trasmessi da ITV e in Francia ancora da France Télévisions: 3 200 000 spettatori assistettero su France 2 alla semifinale tra Francia e Inghilterra e altri 2 650 000 (circa la metà di quelli che videro due anni prima la finale maschile del 2015 tra Nuova Zelanda e Australia) seguirono su ITV la finale tra Inghilterra e Nuova Zelanda.

## Albo d’oro
| Anno | Paese ospitante |                | Finale    | Finale         | Finale          |           | Finale per il 3º posto | Finale per il 3º posto | Finale per il 3º posto |
| Anno | Paese ospitante | Campione       | Punteggio | Finalista      | 3ª classificata | Punteggio | 4ª classificata        |                        |                        |
| 1991 | Galles          | Stati Uniti    | 19 - 6    | Inghilterra    | Francia         | Condiviso | Nuova Zelanda          |                        |                        |
| 1994 | Scozia          | Inghilterra    | 38 - 23   | Stati Uniti    | Francia         | 27 - 0    | Galles                 |                        |                        |
| 1998 | Paesi Bassi     | Nuova Zelanda  | 44 - 12   | Stati Uniti    | Inghilterra     | 31 - 15   | Canada                 |                        |                        |
| 2002 | Spagna          | Nuova Zelanda  | 19 - 9    | Inghilterra    | Francia         | 41 - 7    | Canada                 |                        |                        |
| 2006 | Canada          | Nuova Zelanda  | 25 - 17   | Inghilterra    | Francia         | 17 - 8    | Canada                 |                        |                        |
| 2010 | Inghilterra     | Nuova Zelanda  | 13 - 10   | Inghilterra    | Australia       | 22 - 8    | Francia                |                        |                        |
| 2014 | Francia         | Inghilterra    | 21 - 9    | Canada         | Francia         | 25 - 18   | Irlanda                |                        |                        |
| 2017 | Irlanda         | Nuova Zelanda  | 41 - 32   | Inghilterra    | Francia         | 31 - 23   | Stati Uniti            |                        |                        |
| 2021 | Nuova Zelanda   | Nuova Zelanda  | 34 - 31   | Inghilterra    | Francia         | 36 - 0    | Canada                 |                        |                        |
| 2025 | Inghilterra     | non conosciuta |           | non conosciuta | non conosciuta  |           | non conosciuta         |                        |                        |
| 2029 | Australia       |                |           |                |                 |           |                        |                        |                        |
| 2033 | Stati Uniti     |                |           |                |                 |           |                        |                        |                        |

### Medagliere
| Squadra       | Campione | 2º posto | 3º posto | 4º posto |
| ------------- | -------- | -------- | -------- | -------- |
| Nuova Zelanda | 6        | 0        | 0        | 1        |
| Inghilterra   | 2        | 6        | 1        | 0        |
| Stati Uniti   | 1        | 2        | 0        | 1        |
| Canada        | 0        | 1        | 0        | 4        |
| Francia       | 0        | 0        | 7        | 1        |
| Australia     | 0        | 0        | 1        | 0        |
| Galles        | 0        | 0        | 0        | 1        |
| Irlanda       | 0        | 0        | 0        | 1        |